# Scytalopus petrophilus
Scytalopus petrophilus — вид горобцеподібних птахів родини галітових (Rhinocryptidae). Описаний у 2010 році.

## Поширення
Ендемік Бразилії. Поширений на гірських масивах Серра-ду-Еспіньясу та Серра-да-Мантикейра у штаті Мінас-Жерайс і на півночі штату Сан-Паулу. Мешкає в найрізноманітніших місцях проживання, від відкритих утворень чагарників і трав на високих кам'янистих ділянках до лісових ділянок на пагорбах.